# Olabisi Ugbebor
 Olabisi Oreofe Ugbebor (* 29. Januar 1951 in Lagos, Nigeria) ist eine nigerianische Mathematikerin und Hochschullehrerin. Sie ist die erste Professorin für Mathematik in Nigeria.

## Leben und Werk
Ugbebor wurde in Lagos geboren und erwarb ihre Sekundarschulausbildung am Queen’s College in Lagos. Sie erhielt ein Stipendium der Regierung für ein Mathematikstudium an der University of Ibadan  und nach ihrem Abschluss 1972 vergab die University of Ibadan ein Stipendium für ein Aufbaustudium in Mathematik bis zur Promotion an der Universität London. 1973 legte sie ein Postgraduierten-Diplom in Statistik am University College London ab. 1976 promovierte sie an der University of London bei Samuel James Taylor mit der Dissertation: Sample path properties of Brownian motion.
1976 wurde sie zur Dozentin an der Fakultät für Mathematik der University of Ibadan ernannt und 1998 zur Associate Professorin befördert. 1981 und 1988 war sie Visiting Fellow am Laboratoire de Calcul des Probabilités der Universität Paris VI in Frankreich und 1981 Visiting Fellow an der Yale University in New Haven (Connecticut), USA. An ihrem 70. Geburtstag zog sie sich nach 44 Jahren aus dem Dienst an der Universität in den Ruhestand zurück.
Sie ist die erste Nigerianerin, die in Mathematik promovierte und Professorin für Mathematik wurde. 2017 wurde sie Fellow der Mathematics Association of Nigeria.
Sie heiratete Curtis Ugbebor, mit dem sie drei Söhne hat.

## Veröffentlichungen (Auswahl)
- Uniform Variation Results for Brownian motion. Zeitschrift für Wahrscheinlichkeitstheorie und verwandte Gebiete 51, 1980, S. 39–48.
- Ergodic Properties of Brownian motion. Proceedings of the Edinburgh Mathematical Society 23 1980, S. 331–340.
- mit M. E Adeosun, O. O. Edeki: On A Variance Gamma Model (VGM) in Option Pricing: A Difference of Two Gamma Processes. Journal of Informatics and Mathematical Sciences 8 (1), 2016, S. 1–16.
- mit S O Edeki, E. A. Owoloko: Analytical Solutions of the Black-Scholes Pricing Model for European Option Valuation via a Projected Differential Transformation Method. Entropy 17 (11), 2015, S. 7510–7521.
- mit M. E. Adeosun, O. O. Edeki, Olabisi: Stochastic Analysis of Stock Market Price Models: A Case Study of the Nigerian Stock Exchange (NSE), WSEAS Transactions on Mathematics 14, 2015, S. 353–363.

## Mitgliedschaften
- London Mathematical Society
- Nigerian Mathematical Society
- Mathematics Association of Nigeria
- African Economic Society
- Bernoulli Society for Mathematical Statistics and Probability
- Third World Organisation of Women in Science
- Nigerian Women in Mathematics[4]

Quelle: